# Pastoralpsychiatrie
Pastoralpsychiatrie beschäftigt sich mit der Seelsorge im Umfeld der Psychiatrie. Der Ausdruck Pastoral psychiatry hat schon vielerlei zwischen „Geistheilung“ und „Psychiatrie für Theologen“ bezeichnet. In Deutschland wurde erstmals 1973 an der Ruhr-Universität Bochum eine Professur für das Fach eingerichtet, die bis 1996 mit dem Theologen Thomas Bonhoeffer besetzt war.

## Entwicklung
Der Versuch der Evangelisch-theologischen Fakultät der Ruhr-Universität Bochum 1973, auf der Höhe des Wirtschaftswunders, Pastoralpsychiatrie als ein eigenes Fach im Bereich der Praktischen Theologie in einer Professur für pastorale Mitarbeit in der psychiatrischen Prophylaxe und Rehabilitation nach amerikanischem Vorbild zu institutionalisieren, scheiterte alsbald an den Folgen der ersten Ölkrise und der daraufhin beginnenden Mittelknappheit.